# Демьяновка (Донецкая область)
Демьяновка (укр. Дем'янівка) — село (до 2011 года — посёлок) в Мангушском районе Донецкой области Украины. После российского вторжения на Украину, с марта 2022 года, село оккупировано Россией. 

## Население
- 1924 — 146 чел.
- 2001 — 922 чел. (перепись)

В 2001 году родным языком назвали:
- украинский язык — 599 чел. (64,97 %)
- русский язык — 318 чел. (34,49 %)
- белорусский язык — 2 чел. (0,22 %)
- молдавский язык — 2 чел. (0,22 %)
- немецкий язык — 1 чел. (0,11 %)

## Известные жители
В Демьяновке жили доярка совхоза им. Ф. Э. Дзержинского А. М. Легкая, награждена орденом Ленина, двумя орденами Трудового Красного Знамени, и директор этого совхоза Б. А. Юрасов — кавалер ордена Октябрьской Революции.

## Герб
Герб населённого пункта утверждён 16 января 1997 года. Щит пересечен серебром и зеленью, на пересечении узкий терракотовый пояс с греческим орнаментом золотого цвета — меандром. В верхней части — стоящий бык натурального цвета, в нижней — положены накрест золотые серп и колос. Автор — А. Киричек.

## Местный совет
Демьяновка входит в состав Камышеватского сельского совета.
Адрес местного совета: 87421, Донецкая обл., Мангушский р-н, с. Камышеватое, ул. Львовская, 6.